# Marmion

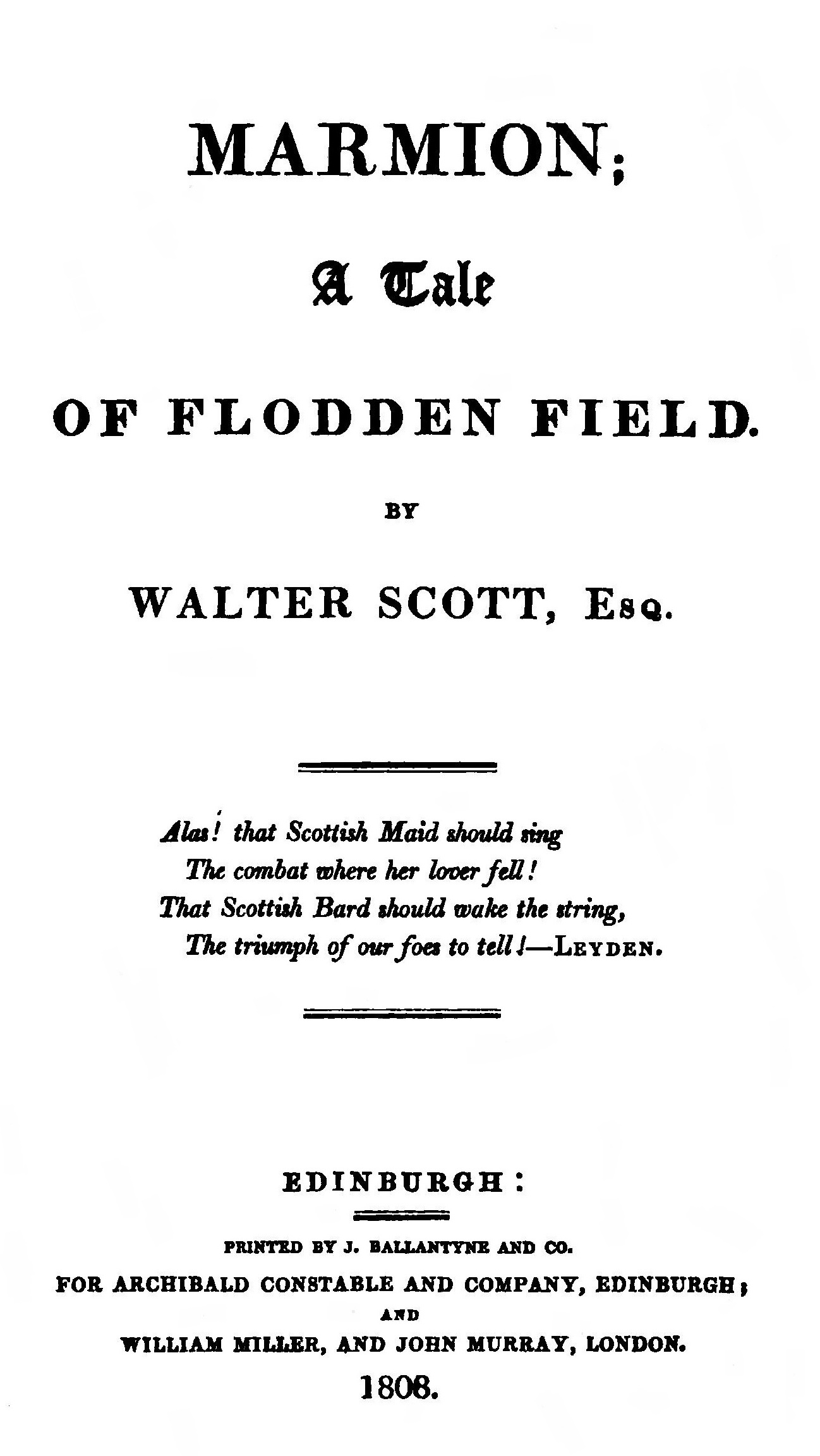
Strona tytułowa pierwszego wydania poematu

Marmion. A Tale of Flodden Field – poemat epicki Waltera Scotta, opublikowany w 1808. Składa się z sześciu pieśni. Akcja utworu toczy się w XVI wieku. Główny wątek poematu rozwija się na tle wydarzeń historycznych i odnosi się do wielkiej klęski Szkotów w bitwie pod Flodden Field, która miała miejsce w 1513. Utwór rozpoczyna się słowami: 
November’s sky is chill and drear,
November’s leaf is red and sear:
Wstęp został zadedykowany poecie i tłumaczowi Williamowi Stewartowi Rose’owi. Był wielkim sukcesem wydawniczym i przyniósł poetycką sławę Scottowi.